# Юньнаньская клика
Юньнаньская клика (滇系) — одна из клик или фракций, отделившихся от Бэйянского правительства в эпоху милитаристов в Китайской Республики. Она получила название по  провинции Юньнань.

Провинциальные восстания против реставрации монархии. Декабрь 1915 — июль 1916 года

## Создание клики

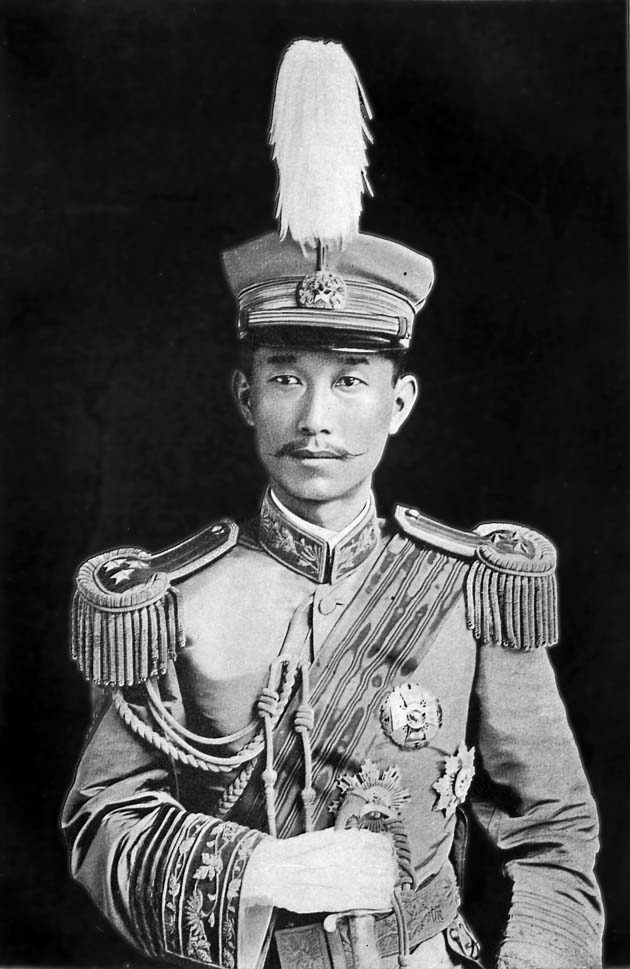
Цай Э

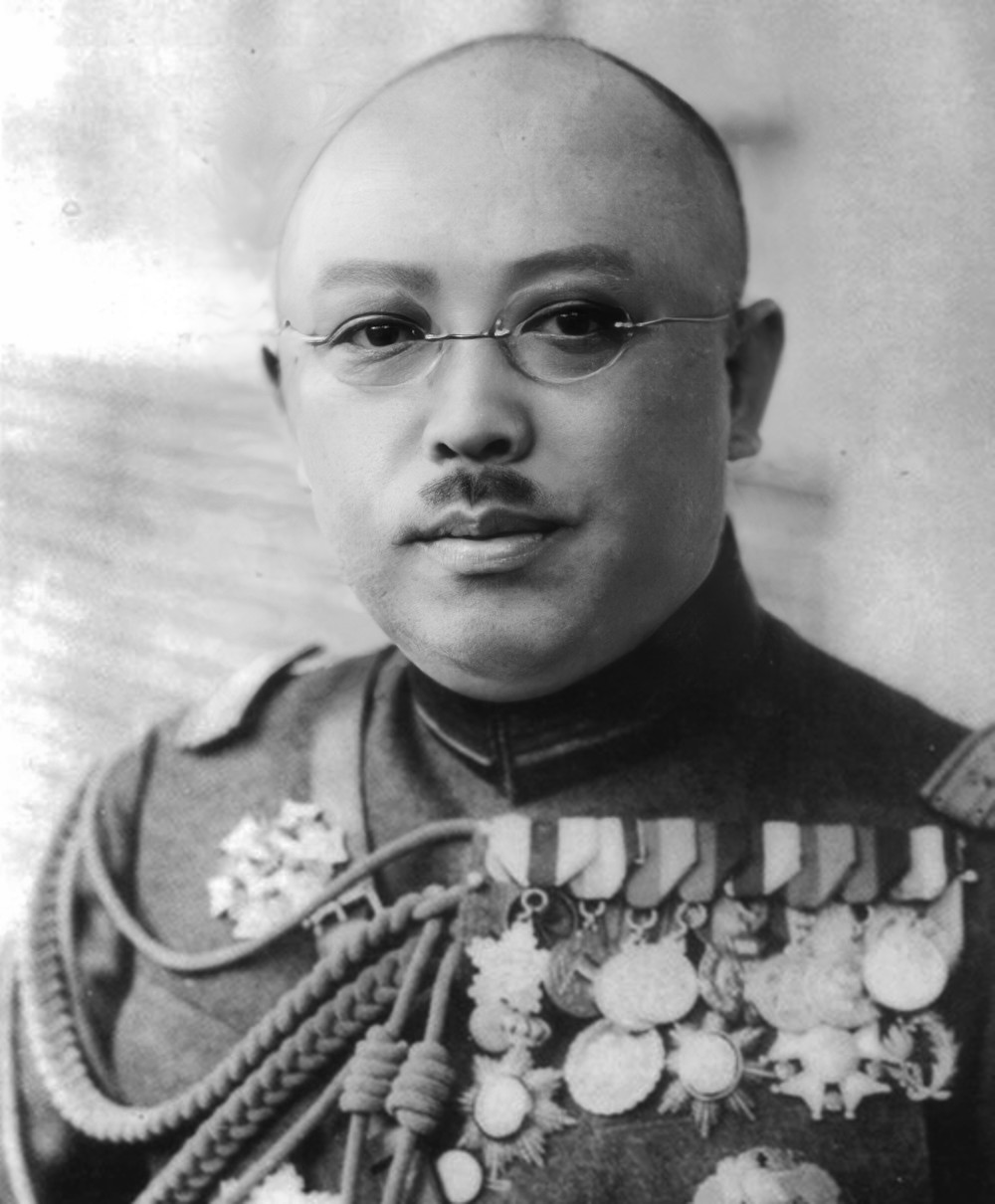
Тан Цзияо

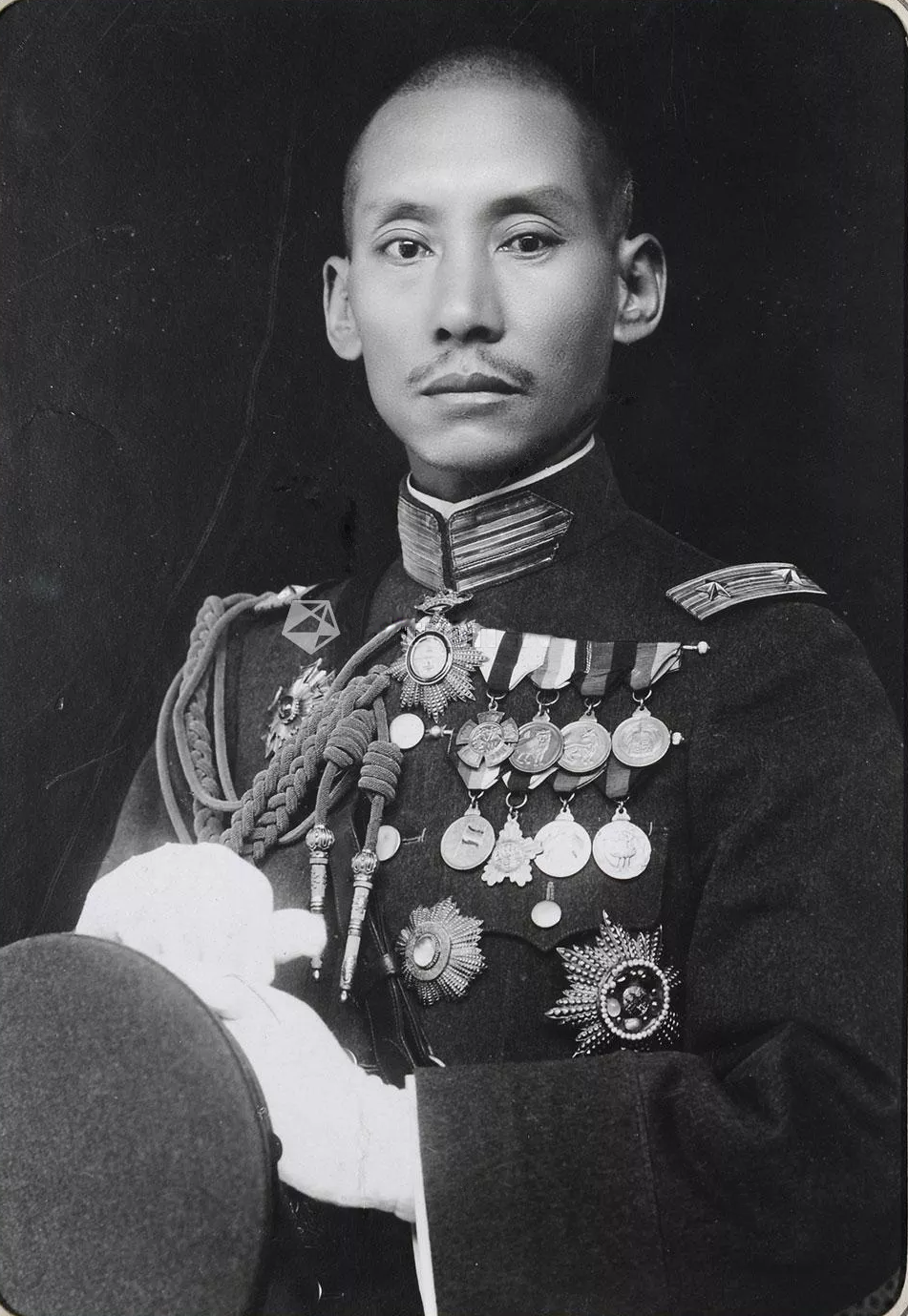
Лун Юнь

Когда началась революция 1911 года, Цай Э, командир 37-й бригады Новой армии, восстал против цинского правительства и быстро получил контроль над Юньнань. Местная администрация Цин была заменена независимым правительством, а Цай Э провёл образовательные реформы. Он также реорганизовал провинциальные вооруженные силы в более сплоченную независимую силу. В следующие шесть месяцев вся Юньнань и южный Сычуань были объединены под властью клики. Цай Э был очень популярен среди людей, потому что осуждал фракционность и поддерживал сильное центральное правительство.
В 1913 году Цай Э отправился служить в правительство Юань Шикая в Пекине, оставив Тан Цзияо на посту губернатора провинции. Тан Цзияо происходил из известной юньнаньской семьи. В том же году отделение полиции провинции Юньнань учредило провинциальное управление здравоохранения.

## Война в защиту республики
В декабре 1915 года Юань Шикай объявил о своём плане превратить Китай обратно в монархию с самим собой в качестве императора. Это взбесило Цая, который был сторонником республики. Вскоре после объявления Цай Э тайно покинул Пекин и вернулся в Юньнань, чтобы поднять восстание.
25 декабря Цай Э, Тан Цзияо и Ли Лецзюнь по совету Лян Цичао объявили Юньнань автономным и выразили свое несогласие с монархией Юань Шикая. Тан останется губернатором, а Цай и Ли возьмут на себя командование Армией защиты республики. 1 января 1916 года Юньнань опубликовал официальное осуждение монархии Юань Шикая. В тот же день три дивизии Армии защиты республики двинулись на Сычуань, Гуйчжоу и Гуанси, начав Войну в защиту республики.
Узнав о провозглашении автономии Юньнани, Юань Шикай немедленно отправил три армии, чтобы подавить восстание, но понес тяжелые потери в южной части Сычуани от сил Цая Э. После нескольких походов в провинцию она попала под власть Цая, который стал её правителем до самой смерти. В следующие два месяца другие провинции провозгласили автономию и присоединились к Юньнани в борьбе против Юаня. К июню Юань Шикаю потерпел поражение, и его заменил Ли Юаньхун на посту президента республики.
Война в защиту республики сделала Цая Э национальным героем, но вскоре после этого он умер от туберкулеза. Его главный помощник, Тан Цзияо, захватил Юньнань и потребовал, чтобы Национальное собрание было восстановлено. Когда это было сделано, Юньнань официально воссоединилась с национальным правительством, но сохранила свою провинциальную армию отдельно из-за влияния Бэйянской армии на политику Пекина.

## Движение в защиту Конституции

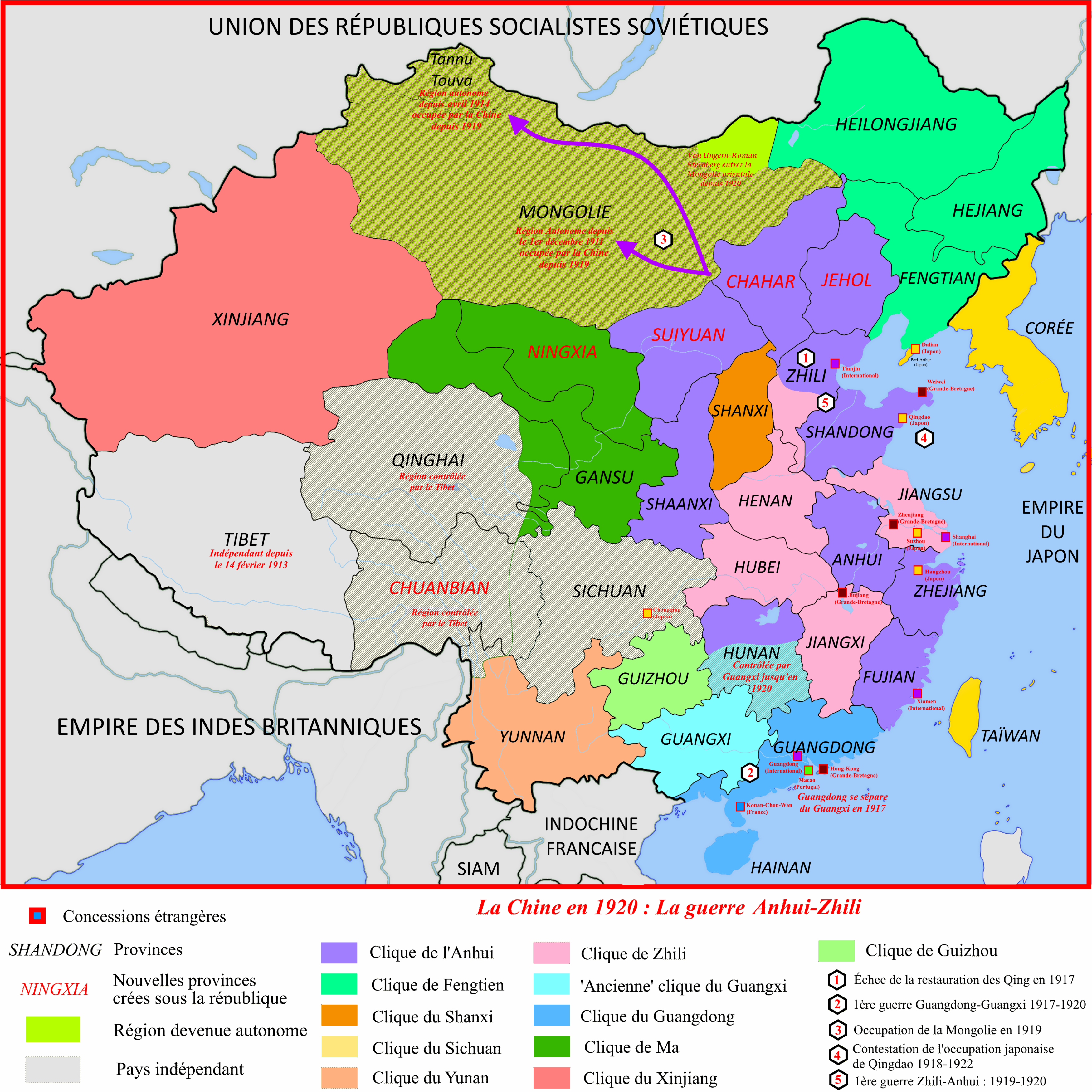
Китай в 1917 — 1920 годах

После второго роспуска Национального собрания, фиаско маньчжурской реставрации и полного доминирования бэйянских генералов в центральном правительстве Юньнань присоединилась к нескольким другим южным провинциям, сформировав конкурирующее правительство в Гуанчжоу во время Движения за защиту конституции. Тан Цзияо был выбран одним из семи руководителей правящего комитета. 
Из-за близости к Французскому Индокитаю основным поставщиком оружия в Юньнань была Франция. Юньнань пытался купить самолёты у британцев, но ему отказали из-за соглашения об эмбарго на поставки оружия. Тан Цзияо также купил немецкие станки, токарные станки и инструменты для планирования для своего арсенала, но решил не идти дальше. В 1920 году Тан Цзияо купил у французских торговцев 7000 винтовок и 20 пулеметов.
Внутри комитета шла борьба за власть между сторонниками Сунь Ятсена и Старой кликой Гуанси. Тан встал на сторону Сунь Ятсена и помог в изгнании руководителей Гуанси. В 1921 году он был свергнут Гу Пинчжэнем, чье правление было признано Сунь Ятсеном. В следующем году армия Гу перешла на сторону Тан. Тан Цзияо снова встал на сторону Сунь Ятсена во время предательства Чэнь Цзюнмина.
В октябре 1922 года базирующаяся в Тонкине фирма Poinsard et Veyret продала Тану шесть самолётов Bréguet 14, и 12 юньнаньских студентов отправились в Тонкин для прохождения летной подготовки.

## Борьба за власть в Гоминьдане
Менее чем через неделю после смерти Сунь в 1925 году Тан Цзияо заявил, что является его законным преемником, и предпринял шаги в Гуанчжоу, пытаясь свергнуть Ху Ханьмина и возглавить Гоминьдан. Его силы были разбиты Ли Цзунжэнем во время войны Юньнань-Гуанси. После этого Тан Цзияо присоединился к Партии общественных интересов Китая Чен Цзюнмина в качестве её вице-премьера. В 1927 году Лон Юнь захватил контроль над кликой; Тан умер вскоре после этого.
Затем Юньнань хотя и признавала власть гоминьдановского правительства в Нанкине, но строго охраняла автономию провинции. Лун Юнь был критиком Чан Кайши и после окончания китайско-японской войны 1937-45 гг. был отстранен от должности.